# Las Mestas (Cáceres)
Las Mestas es una alquería española perteneciente al municipio de Ladrillar en la comarca cacereña de Las Hurdes. Cuenta con una superficie de 11 km² y con una población de 61 habitantes dedicados fundamentalmente al turismo rural y a la apicultura.
Geográficamente la alquería se halla en la zona oeste del sistema central a los pies de la Sierra de Francia, ubicada al norte de la provincia de Cáceres y situada a 10,6 km al sureste de la cabecera municipal Ladrillar.
Su lejanía a núcleos de población con mayor número de habitantes ha propiciado un acusado descenso poblacional en los últimos años.

## Toponimia
Existe una doble interpretación del posible origen del nombre de esta localidad. En una primera versión aboga que el nombre de esta localidad deriva de uno de los conceptos de la palabra mestas, Mestas significa agua de dos o más corrientes en el punto de confluencia, coincidiendo que en esta localidad confluyen las aguas de los ríos Ladrillar y Batuecas. La segunda versión hace referencia al gremio o a la asociación profesional de origen medieval que agrupaba a los ganaderos dedicados a la transhumancia del ganado, siendo esta alquería un punto de paso para las Cañadas Reales que atravesaban esta comarca.

## Gentilicio
El gentilicio de los habitantes de Las Mestas es «mesteño» o «mesteña».

## Geografía

### Localización
La localidad de Las Mestas se encuentra en la zona Noreste de la mancomunidad de Las Hurdes, situada en el norte de la provincia de Cáceres, dentro de la comunidad autónoma de Extremadura, sirviendo de límite entre las comunidades autónomas de Extremadura y Castilla y León, en las inmediaciones del Valle de Las Batuecas junto a la salmantina Sierra de Francia.
- En cuanto a geografía, la alquería se encuentra situada junto a la confluencia del río Batuecas y rodeada por el río Ladrillar, habiendo que cruzarle al entrar a la alquería desde la carretera SA-201 proveniente del cruce con la carretera EX-204. Al norte se elevan los picos de El Canchón (1100 m s. n. m.) y Perrubio (1002 m s. n. m.) que forman parte de la sierra de Las Mestas perteneciente a la sierra de Francia, mientras que al sur se alza el monte Cueto (622 m s. n. m.).
- En cuanto a demografía, la alquería se encuentra a 10,6 km al sureste del municipio de Ladrillar. Al oeste por la carretera EX-366 se encuentra a 5,4 km la alquería de Cabezo perteneciente a este mismo concejo mientras que al este la carretera SA-201 desaparece en la intersección de la EX-204 dando como alquería más cercana a Riomalo de Abajo perteneciente al concejo de Caminomorisco. A 18 km en la salida norte de la alquería por la carretera SA-201 subiendo el puerto de montaña de El Portillo (1240 m s. n. m.) se encuentra el municipio de La Alberca perteneciente a la provincia de Salamanca.
- En cuanto a distancia de las grandes ciudades, se encuentra a 95 km de Salamanca, a 141 km de Cáceres, a 213 km de Mérida, la capital de su comunidad autónoma (Extremadura) y a 263 km de Madrid, capital del Estado.
- Las coordenadas geográficas de Las Mestas son 40°25′33.2″N 6°08′46.1″O / 40.425889, -6.146139.

El siguiente diagrama muestra las principales localidades en un radio de 30 kilómetros de Las Mestas.

### Hidrografía
A la entrada de la Alquería se encuentra la confluencia del río Batuecas sobre el río Ladrillar, siendo el primero un afluente del segundo. A escasos metros de esa unión se encuentra la desembocadura del arroyo de los Hornillos y del arroyo de los Ladrones ambos sobre el río Ladrillar, el cual nace cerca de Riomalo de Arriba y desemboca en el río Alagón en la localidad de Riomalo de Abajo. El río Ladrillar antiguamente también era conocido como río Malo, de ahí el nombre de las localidades donde nace y desemboca. Este nombre era debido al poder destructivo de las lluvias que acababan en el río Ladrillar después de erosionar los valles.

### Clima
El clima de Las Mestas es un clima mediterráneo CSA continental según la clasificación climática de Köppen. La temperatura promedio es de 14 °C.
Los inviernos son fríos, con temperaturas inferiores a los 4-5 °C, heladas frecuentes y nevadas. Los veranos son calurosos con medias en torno a los 24 °C en julio y agosto y con máximas que, puntualmente y de forma discontinua, pueden alcanzar los 35 °C. La amplitud térmica anual es alta como consecuencia de la gran distancia al mar y la altitud (en torno a los 465 m). Las precipitaciones anuales son superiores a los 400 mm, con mínimos muy marcados en verano.
| Parámetros climáticos promedio de Las Mestas (1981-2012) | Parámetros climáticos promedio de Las Mestas (1981-2012) | Parámetros climáticos promedio de Las Mestas (1981-2012) | Parámetros climáticos promedio de Las Mestas (1981-2012) | Parámetros climáticos promedio de Las Mestas (1981-2012) | Parámetros climáticos promedio de Las Mestas (1981-2012) | Parámetros climáticos promedio de Las Mestas (1981-2012) | Parámetros climáticos promedio de Las Mestas (1981-2012) | Parámetros climáticos promedio de Las Mestas (1981-2012) | Parámetros climáticos promedio de Las Mestas (1981-2012) | Parámetros climáticos promedio de Las Mestas (1981-2012) | Parámetros climáticos promedio de Las Mestas (1981-2012) | Parámetros climáticos promedio de Las Mestas (1981-2012) | Parámetros climáticos promedio de Las Mestas (1981-2012) |
| Mes                                                      | Ene.                                                     | Feb.                                                     | Mar.                                                     | Abr.                                                     | May.                                                     | Jun.                                                     | Jul.                                                     | Ago.                                                     | Sep.                                                     | Oct.                                                     | Nov.                                                     | Dic.                                                     | Anual                                                    |
| -------------------------------------------------------- | -------------------------------------------------------- | -------------------------------------------------------- | -------------------------------------------------------- | -------------------------------------------------------- | -------------------------------------------------------- | -------------------------------------------------------- | -------------------------------------------------------- | -------------------------------------------------------- | -------------------------------------------------------- | -------------------------------------------------------- | -------------------------------------------------------- | -------------------------------------------------------- | -------------------------------------------------------- |
| Temp. máx. abs. (°C)                                     | 21.0                                                     | 22.1                                                     | 24.5                                                     | 30.0                                                     | 35.4                                                     | 38.5                                                     | 39.8                                                     | 41.2                                                     | 38.0                                                     | 29.5                                                     | 24.3                                                     | 19.9                                                     | 41.2                                                     |
| Temp. máx. media (°C)                                    | 10.0                                                     | 12.0                                                     | 15.7                                                     | 17.3                                                     | 21.7                                                     | 27.9                                                     | 31.7                                                     | 31.2                                                     | 26.8                                                     | 20.0                                                     | 13.9                                                     | 10.5                                                     | 19.9                                                     |
| Temp. media (°C)                                         | 6.8                                                      | 8.3                                                      | 11.2                                                     | 12.8                                                     | 16.6                                                     | 21.9                                                     | 25.2                                                     | 25.0                                                     | 21.4                                                     | 16.0                                                     | 10.7                                                     | 7.7                                                      | 15.3                                                     |
| Temp. mín. media (°C)                                    | 2.7                                                      | 3.7                                                      | 5.7                                                      | 7.3                                                      | 10.5                                                     | 15.0                                                     | 17.8                                                     | 17.7                                                     | 15.0                                                     | 10.9                                                     | 6.5                                                      | 3.9                                                      | 9.7                                                      |
| Temp. mín. abs. (°C)                                     | -6.6                                                     | -6.5                                                     | -4.6                                                     | -2.4                                                     | 1.8                                                      | 4.4                                                      | 9.0                                                      | 10.0                                                     | 6.4                                                      | 2.0                                                      | -3.2                                                     | -5.6                                                     | -6.6                                                     |
| Precipitación total (mm)                                 | 63.7                                                     | 58.2                                                     | 46.0                                                     | 61.8                                                     | 59.9                                                     | 29.8                                                     | 16.2                                                     | 17.0                                                     | 29.9                                                     | 87.0                                                     | 99.0                                                     | 87.4                                                     | 655.9                                                    |
| Días de precipitaciones (≥ 1 mm)                         | 8                                                        | 8                                                        | 6                                                        | 8                                                        | 8                                                        | 4                                                        | 2                                                        | 2                                                        | 5                                                        | 9                                                        | 9                                                        | 9                                                        | 78                                                       |
| Días de nevadas (≥ )                                     | 2                                                        | 1                                                        | 0                                                        | 0                                                        | 0                                                        | 0                                                        | 0                                                        | 0                                                        | 0                                                        | 0                                                        | 0                                                        | 2                                                        | 5                                                        |
| Humedad relativa (%)                                     | 81                                                       | 75                                                       | 65                                                       | 62                                                       | 57                                                       | 46                                                       | 39                                                       | 41                                                       | 51                                                       | 67                                                       | 78                                                       | 82                                                       | 62                                                       |
| Fuente: Agencia Estatal de Meteorología                  |                                                          |                                                          |                                                          |                                                          |                                                          |                                                          |                                                          |                                                          |                                                          |                                                          |                                                          |                                                          |                                                          |

## Naturaleza
En esta tierra destaca el esplendor de la vegetación natural integrada, entre otras especies, por el brezo blanco, la brecina, la jara, la zarzamora, el madroño, la madreselva, el lentisco, el enebro, el castaño, el narciso de roca, el lirio amarillo... Las tierras de Las Mestas son hábitat de depredadores como el gato montés, la nutria o el zorro. Otras especies como la garduña, la comadreja, el turón o el tejón se hallan presentes en todo el valle.
Para los amantes de la caza mayor, Las Mestas, lindan con el parque natural de Las Batuecas, y sus alrededores dan cobijo a ejemplares de corzo, cabra montesa y jabalí. En zonas áspera y abruptas de la localidad: pico canchón, perrubio o cueto, se pueden observar un gran número y variedad de aves rapaces. Abundan los buitres leonados, el águila real, el milano negro, el gavilán y el azor, que habitan en la espesura de los pinares y en los vetustos encinares y alcornocales próximos a las Batuecas.

## Historia

### Origen
Las Mestas en sus inicios fue simplemente un lugar en el cual se construyeron una serie de edificaciones con motivo del descanso del ganado y sus pastores en los viajes de la trashumancia desde Extremadura hacia las tierras castellanas y viceversa, y que con el paso del tiempo fueron consolidándose en poblaciones permanentes. 

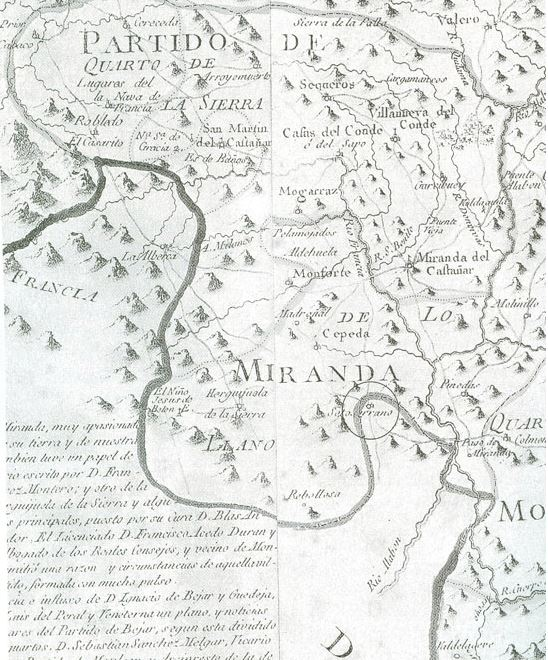
Mapa del.

Si bien con los estudios realizados, no puede deducirse la existencia de ninguna Cañada Real de suficiente importancia como para estar datada en documentos, aunque parece claro que si existieron caminos para la citada trashumancia, sirviendo posiblemente de paso para los pastores que atravesaran tanto la Cañada Real de La Plata como la Cañada Real Soriana Occidental por cercanía con estas.
Los primeros indicios escritos de asentamientos de población en esta localidad se remontan al año 1188, en concreto al Documento de Donación Real del Rey Alfonso IX al arzobispo de Santiago de Compostela, Pedro Suárez de Deza, de la mitad de Herguijuela y Sotoserrano. En el citado documento, dichas poblaciones aparecen, respectivamente, como Ecclesiola y Saltu de Francia, en este primer documento aparecen citados los nombres de Riomalo y Batuecas, el primero responde a la actual alquería de Riomalo de abajo, al noroeste de la comarca.
Los nombres de Mestas y Ovejuela se citan en el Documento de Donación del Castillo de Palomero a la orden de Santiago por el Rey Alfonso IX durante el año 1192, siendo esta la confirmación al documento de 1188 en la cual el Alfonso IX concede en perpetuidad al referido arzobispo "los molinos, los ríos, las pesqueras, los montes, las tierras todas, con todos los productos útiles que en ellas se recogieren". El texto de este nuevo documento es muy explícito y en él ya no aparece escrito el nombre de Saltu de Francia, sino Saltu Serrano. Dicho texto dice: Vestre villam que dicitur Ecclesiola cum Saltu Serrano… Totum quod est intra los términos, cum ipsis rivis, cum piscariis et molendinis et omni proficus eorum, cum montibus et pascuis, cum terris cultis et incultis, et cum omni proventu et utilitate….

### SiglosXVII-XVIII
El monumento más antiguo de la localidad es la iglesia parroquial de Nuestra Señora del Carmen. Está fue construida a finales del siglo XVII con posterioridad a la construcción del convento las Batuecas, pues por medio de los Carmelitas descalzos se comenzó su edificación, incluso algunos documentos nos relatan que la cal con la que se revocó fue elaborada en dicho convento.
En una época más reciente destaca por ser una de las puertas de entrada a la comarca, y en concreto la entrada natural desde La Alberca, hecho que contribuyó significativamente a darle un carácter más abierto a sus habitantes al estar en contacto con la influencia de las localidades serranas vecinas.
Durante este periodo, salió de esta localidad gente con cierto renombre y alcurnia, como es el caso de Antonio Marcos, que en el siglo XVIII, llegó a ser denodado capitán en muchas batallas y lugarteniente del marqués de La Romana.

### SiglosXIX-XX
En todos los escritos sobre la comarca, es citada por los ilustres visitantes en su entrada a Las Hurdes: Miguel de Unamuno, Maurice Legendre, Gregorio Marañón, etc; sin lugar a dudas muchos de ellos contribuyeron a que durante la visita del monarca Alfonso XIII a la comarca, visitara esta localidad, y mandara construir por medio del Real Patronato de Las Hurdes, una de las tres factorías de desarrollo, la que lleva su nombre en esta localidad. Desde estas factorías se llevó a cabo una importante labor de desarrollo social y cultural, a través de los hospitales asilos que albergaban y su correspondiente escuela.
Miguel de Unamuno dejó constancia del impacto que le causó la belleza de esta localidad con una frase, que hoy en día recuerda a los visitantes su paso por la localidad a modo de placa colocada en su teleclub, y que dice: “… y dimos vista a los cipreses de Las Mestas, pueblecito encantador, en la distancia que ni pintado por un pintor, …”
El cineasta Luis Buñuel también realizó un alto en el camino en esta localidad en su estancia en la comarca para grabar la controvertida película “Las Hurdes tierra sin pan”, aunque si bien es cierto que no recoge ninguna imagen de la localidad.
Más tarde la guerra civil española también dejó su huella en esta localidad, en la cual perdieron la vida mesteños alistados en ambos bandos, de tal hecho deja constancia una cruz junto a la iglesia que recuerda a los que perdieron la vida en el bando nacional, en la citada cruz figura la inscripción “Caídos por Dios, y por España presentes”.
Durante los años 50 y 60 cabe destacar dos hechos históricos, la repoblación forestal, que al igual que en el resto de la comarca, genera muchos jornales que aunque no bien repartidos quitan mucha hambre, pero eliminando una de las principales fuentes de ingreso de las economías familiares de la zona, la explotación directa de los montes, que con la repoblación pasan a ser “de utilidad pública”; y por otro lado, las misiones culturales a las Hurdes, que también llegan a Las Mestas tratando de hacer la vida más fácil a jóvenes y mujeres. Es de destacar la labor social desarrollada por las religiosas que se situaron al frente de la Factoría Alfonso XIII.
Otro hecho no menos significativo para toda la comarca y para Las Mestas es la puesta en funcionamiento a lo largo de la década de los 50 de la Casa de La Fragosa, por pate del Cottolengo del Padre Alegre, que ayudó a desarrollar considerablemente la situación sanitaria de la zona. Se construyó la escuela, primero ubicada en las instalaciones de la Factoría Alfonso XIII, y posteriormente trasladada a una nueva sede construida junto al Enebro en la zona conocida como El Teso, y que ha estado en funcionamiento hasta el año 1999. En estos años se edificó la Casa del médico, que permitió contar a la localidad con un servicio médico permanente, y que aún hoy en día sirve de alojamiento a este servicio sanitario. Igualmente se edifica la Casa Cuartel de la Guardia Civil, ubicada junto a las instalaciones de la Factoría de Alfonso XIII.
En el año 1967, los sindicalistas Ramón Rubial, Eduardo López Albizu y Nicolás Redondo, son desterrados a estas tierras debido a la dictadura del general Franco. La vivienda que habitó Nicolás Redondo cuenta desde 1995 con una placa conmemorativa. Paradójicamente, está situada en la calle General Franco, toda vez que el Ayuntamiento de Ladrillar, contraviniendo la Ley de Memoria Histórica, no ha procedido a día de hoy a eliminar el nombre del dictador del callejero.
La fecha de 1969 también es significativa para la localidad por la construcción de las denominadas Casas Baratas, un proyecto franquista que facilitó el acceso a una vivienda a muchos de los habitantes de la localidad, si bien es cierto que la práctica totalidad de las mismas quedarían vacías posteriormente por el efecto de la emigración.
Los años 70 y 80 vienen marcados, al igual que en el resto de zonas rurales de España, por una elevadísimas tasas de emigración, la situación en el pueblo era difícil y se hacía necesario salir para intentar traer dinero para la familia, fueron muchas las personas que se vieron obligadas a marcharse en busca de trabajo, personas que han hecho su vida en sus lugares de trabajo en los cuales viven con sus familias repartidos por toda la geografía española, e incluso fuera de la misma, pero que fieles a la cita con el pueblo han aprovechado sus periodos vacacionales para compartir con los vecinos de Las Mestas unos días de descanso, de acercamiento familiar, de disfrute, de tranquilidad o de devoción al Santísimo Cristo de la Agonía.
Durante estos años se deja constancia de la preocupación institucional por la situación de la comarca con las visitas del ministro Rodolfo Martín Villa, quién pasó por la Factoría de Alfonso XIII.
El 27 de agosto de 1988, la comarca de Las Hurdes y la Excma. Diputación Provincial de Cáceres rinden homenaje a la persona de Anastasio Marcos Bravo, conocido popularmente como El Tío Picho otorgándole una medalla de mérito al trabajo, en reconocimiento a la labor llevada a cabo por esta persona, y en representación del trabajo realizado por todos los hurdanos para sacar su tierra adelante. Pocos meses más tarde, en diciembre, fallece este personaje rindiéndole homenaje de despedida todo el pueblo hurdano.
En 1998, el monarca Juan Carlos I, en su visita a la comarca hurdana, hace parada en Las Mestas para recordar la visita que en el año 1922 ya hiciera su abuelo. Dicha visita deja constancia del avance social, económico y cultura de la localidad y del resto de la comarca.

### SigloXXI
En 2002 se construye una Hospedería de Turismo de cuatro estrellas en la antigua factoría de Alfonso XIII en reconocimiento al auge turístico de la localidad y de la comarca.

## Demografía
La población residente obtenida del padrón continuo calculado por unidad poblacional a 1 de enero y desde el año 2000 en la alquería, según los datos del INE: son los siguientes:
|                                | 2000 | 2002 | 2004 | 2006 | 2008 | 2010 | 2012 | 2014 | 2015 |
| ------------------------------ | ---- | ---- | ---- | ---- | ---- | ---- | ---- | ---- | ---- |
| Población total de la alquería | 75   | 73   | 63   | 56   | 53   | 49   | 47   | 44   | 44   |

## Administración y política
La Alquería de Las Mestas está gobernada por el Ayuntamiento de Ladrillar, cuyos representantes se eligen cada cuatro años por sufragio universal de todos los ciudadanos mayores de 18 años de edad.

## Economía
La economía de alquería está orientada en la actualidad hacia la apicultura y el turismo. Cuenta con un hotel de cuatro estrellas de la cadena "Hospederías de Extremadura", empresa pública de la Junta de Extremadura, así como con varias cabañas y casas rurales destinadas al turismo rural, así como apartamentos turísticos. Se calcula en unas 150 plazas hoteleras la oferta de la localidad. Hay además tiendas de productos relacionados con la miel y el polen, que gozan de gran aceptación entre los visitantes.

## Comunicaciones
Carreteras
La forma de acceder por carretera es la siguiente
- Desde Salamanca por la Sierra de Francia a través de la localidad de La Alberca y el Valle de Las Batuecas. En Salamanca tomar la E-80/A-62 en dirección a Portugal, para posteriormente tomar la salida 293 que a través de la SA-215 nos lleva dirección a la Fuente de San Esteban, para continuar por la SA-215 hasta Cabrillas, donde en la rotonda tomamos la CL-525 hasta Tamames, donde es preciso tomar la SA-204 en dirección La Alberca, localidad en la cual tomamos la SA-201 para atravesar la Alberca dirección Las Batuecas, y no desviarnos hasta llegar a la localidad de Las Mestas.
- Desde Madrid, por Navalmoral de la Mata, Plasencia, Montehermoso, Pozuelo de Zarzón y Pinofranqueado, cruzando la comarca de oeste a este a través de la EX-204, tomando la desviación hacia la EX–367. En Madrid tomar la E-90/A-5 dirección a Badajoz hasta las proximidades de Navalmoral de La Mata, donde tomaremos la salida 185 en dirección a Plasencia, P.N. de Monfragüe y Navalmoral de la Mata (Oeste), para tomar la EX-A1 dirección Plasencia y Coria; en las proximidades de Plasencia tomar la N-630/E-803 dirección a Salamanca, y una vez rebasada la travesía de Plasencia tomar un desvío a la derecha en dirección a Carcaboso y Montehermoso, para después de dos rotondas tomar la EX-370 que nos lleva pasadas las localidades anteriormente citadas hasta Pozuelo de Zarzón, donde debemos tomar la EX–204 en dirección a Pinofranqueado, que nos conducirá a lo largo de la comarca de Las Hurdes, hasta pasada la localidad de Vegas de Coria, que a unos 5 kilómetros debemos tomar un desvío a la izquierda que nos conduce a través de la EX–367 a la localidad de Las Mestas.
- Desde Ávila, por Béjar y la Sierra de Francia con entrada desde la localidad de Sotoserrano. En Ávila tomar la N-110 en dirección Plasencia hasta la localidad de Piedrahíta, donde debemos continuar por la AV–102, y posteriormente SA–101 hasta la localidad de Puente del Congosto, para continuar por la SA-102 hasta Sorihuela, y poco después de esta localidad tomar la E-803/N-630 en dirección a Plasencia; en los alrededores de Béjar desviarnos a la SA-514 en dirección Cristóbal, para una vez rebasada esta localidad tomar la CL–512 hasta Riomalo de Abajo EX–204, y pasada esta localidad a unos 4 kilómetros tomar un desvío que nos conduce a través de la EX–367 a la localidad de Las Mestas.
- Desde Cáceres, por Plasencia, Montehermoso, Pozuelo de Zarzón y Pinofranqueado, cruzando la comarca de oeste a este a través de la EX-204, tomando la desviación hacia la EX–367. En Cáceres tomar la E–803/N-630 en dirección Plasencia, una vez pasada la travesía de esta localidad tomar un desvío a la derecha en dirección a Carcaboso y Montehermoso, para después de dos rotondas tomar la EX-370 que nos lleva pasadas las localidades anteriormente citadas hasta Pozuelo de Zarzón, donde debemos tomar la EX–204 en dirección a Pinofranqueado, que nos conducirá a lo largo de la comarca de Las Hurdes, hasta pasada la localidad de Vegas de Coria, que a unos 5 kilómetros debemos tomar un desvío a la izquierda que nos conduce a través de la EX–367 a la localidad de Las Mestas.

Autobús
Renfe Iñigo S.A. es una empresa salmantina la cual ofrece el paso de su línea Coria-Salamanca-Coria con un servicio interrregional por esta alquería.

## Patrimonio
En el pueblo apenas quedan rastros de la arquitectura tradicional hurdana ya que las antiguas casas de piedra, barro y pizarra han dado paso a construcciones de ladrillo y hormigón. Aun así, hay algunos ejemplos de la vieja arquitectura en la parte baja de la alquería, en la calle que de la plaza va a dar a la carretera de la Factoría.

### Iglesia de Nuestra Señora del Carmen
En la entrada norte de la alquería se sitúa la iglesia de Nuestra Señora del Carmen. Su edificación data de finales del siglo XVII y fue mandada construir por los hermanos del cercano convento carmelita de San José en Las Batuecas.
Este edificio se construyó encima del antiguo cementerio y, en primer lugar, fue una pequeña ermita construida a base de piedra, barro y revoque de cal. Se puede observar aún rastros de esta primera edificación en las ventanas que están a poca altura del suelo y se aprecia el trozo que se le añadió de altura cuando se hizo una primera reforma en torno al año 1930 y se convirtió en parroquia, durante esta misma reforma se le añadió el campanario con sus dos campanas, puesto que antes solo había una pequeña esquila.
Años más tarde, cuando el padre Domingo Rendo se hizo cargo de este municipio, realizó varios cambios en la parroquia, quitó el retablo, los altares de los Santos y el Altar mayor, que eran de madera, poniéndolos como han llegado hasta nuestros días. Por lo tanto la construcción que se aprecia en el templo desde el exterior que le da ese aire antiguo, nada tiene ver con el interior, pues debido a las reformas que se han ido haciendo, tiene un aspecto más moderno, con su altar de obra y suelo de terrazo.

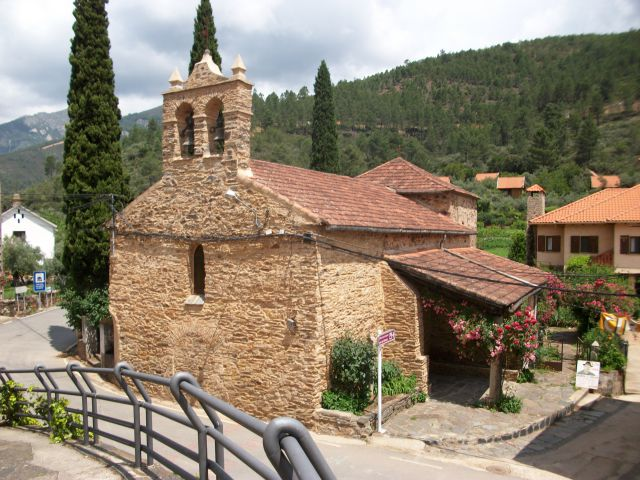
Iglesia de Nuestra señora del Carmen.

Actualmente la parte exterior tiene un portal con pilastra de cantería y artesonado de madera, la puerta también de madera, pero de fabricación reciente, tiene forma de arco ovalado. Tanto la entrada como el entorno de alrededor de la iglesia tienen el suelo de lanchas y cemento, el cual tiempo atrás se utilizaba para dar vueltas alrededor de la iglesia y rezar el Rosario. Este terreno tiene un vallado, dos verjas y hay sembrados árboles frutales, cipreses y flores. Al lado izquierdo de la entrada está la Cruz en memoria de los Caídos. En un principio se construyó más en el centro, pero fue cambiada de sitio para poder ensanchar la calle y dejar paso a los coches. En el interior, en el fondo cuenta con unas escaleras de subida al coro y para repicar las campanas, por debajo se sitúa la sacristía, donde se encuentran varias imágenes guardadas. En el centro se encuentra el Santísimo Cristo crucificado colgado sobre un mural de piedras. En la parte izquierda está el busto de Jesús Nazareno, colocado sobre el tronco de un árbol, que fue traído por las monjas de la Orden Franciscana de su anterior ubicación en la antigua factoría de Alfonso XIII. En la parte derecha se sitúa la Virgen del Carmen que da nombre a la parroquia. Antes de la subida al Altar mayor, están en la pared izquierda, San José, San Blas y la Virgen de los Dolores, y en la parte derecha, la Virgen de la Inmaculada.
Como objetos simbólicos de la parroquia podemos encontrar, el Santísimo Sagrario, la Pila bautismal de granito, el Viacrucis alrededor de la parroquia, un confesionario, la pila del agua bendita de cantería y un atril para la lectura.

### Factoría de Alfonso XIII
La historia de esta factoría se remonta a los tiempos de Su Majestad Alfonso XIII que durante el año 1922 visitó la Comarca de Las Hurdes y fue cuando mando construirla a instancias del Real Patronato de las Hurdes, creado por el mismo. Llegó a crear tres factorías en la comarca. En este caso el edificio albergaba, una clínica, una escuela y una casa Cuartel de la Guardia Civil. Fue construida con materiales nobles y autóctonos, como la piedra y la pizarra al estilo arquitectónico de la comarca. Durante el transcurso del viaje que realizó Alfonso XIII a esta comarca se construyó la Factoría como lugar de Asistencia Social y Desarrollo. Actualmente, el edificio original ha sido remodelado por la Junta de Extremadura para convertirlo en una hospedería de turismo.

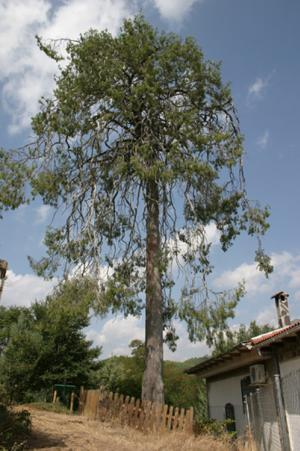
Enebro de Las Mestas.

### El Enebro de Las Mestas
Fam. Juniperus oxycedrus. En Las Mestas, justo al inicio de la subida al monasterio de los Carmelitas descalzos, ubicado en la Reserva Nacional de Caza de Las Batuecas y dentro del pueblo, en un altozano a la izquierda, se encuentra este venerable enebro denominado localmente "El Pino". Este ejemplar notable de unos 14 m de altura, que puede considerarse uno de los más importantes de España, tiene un porte muy alejado del cónico que habitualmente encontramos en esta especie. Su porte aparasolado destaca por su tronco alto y limpio de 9 m de altura y más de 2 m de perímetro, sobre el que se desarrolla una copa de 11 m de diámetro tremendamente intrincada y con buena parte de sus ramas péndulas, que se aproximan en algunos puntos al suelo.
Árbol singular, con porte propio de ejemplares viejos de esta especie, se corresponde con la edad, de más de 350 años estmiados para este individuo, que debió ser traído desde los montes cercanos a Batuecas y declarado uno de los árboles singulares de Extremadura por la Consejería de Agricultura y Medio Ambiente. Se trata de un árbol urbano ubicado en un pequeño espacio de 75 m² entre dos edificios en un terreno de mucha pizarra. Se encuentra en plena etapa de madurez, la acusada defoliación que sufre su copa debe atribuirse a las obras de desmonte realizadas a finales de los años 80 para construir la edificación que se encuentra junto al árbol, el sistema radicular del árbol sufrió graves daños que se traducen en una pérdida de vitalidad, ya de por sí limitada al encontrarse sobre un suelo escaso y pobre. La gran cantidad de raíces superficiales que se observan, nos dan una idea de la escasa profundidad del terreno sobre el que se asienta este árbol.

### Zonas de baño
Las Mestas, según la propia definición de la palabra debe su nombre a la confluencia de las aguas de los ríos Batuecas y Ladrillar; es por ello que en los alrededores de la localidad existen múltiples charcos acondicionados y no acondicionados para el baño.
Muy utilizados por los lugareños son los charcos de la Fuente, situado junto al puente que existe en la carretera de salida de la localidad en dirección a Vegas de Coria; y el Charco de la Serpiente, ubicado a unos 200 m de la confluencia de los ríos Batuecas y Ladrillar; también existen otros charcos aunque si bien es cierto que por su situación no son tan utilizados, quizás tenga mucho que ver el hecho de que la frondosidad de la vegetación que les rodea no deja entrar mucho sol y sus aguas sean más frías y no se pueda disfrutar tanto del sol; entre estos charcos podríamos destacar el Charco del Morenito o el Charco de la Mangá.

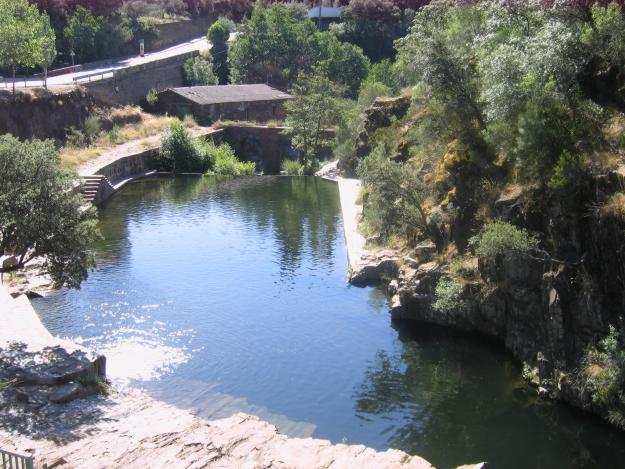
Charco de La Olla.

Si bien es cierto que si por encima de todos estos charcos destaca por su ubicación, servicios y fama el denominado Charco de La Olla, situado junto al puente existente en la salida de la carretera que conduce hacia la localidad de Ladrillar. Se trata de una piscina natural que el propio río ha excavado en la roca formando una especie de hoya en la que el agua se serena y tranquiliza, hecho que unido a las más de 12 horas diarias de sol que inciden sobre las aguas de este charco hacen que a pesar de tratarse de un río de aguas cristalinas de montaña, sus aguas estén calientes como en una olla, de ahí su nombre. Aprovechando las características naturales de la poza de baño, que en su parte más profunda superaba los cuatro metros de profundidad, se ha construido una pequeña presa para incrementar las dimensiones iniciales de la poza de baño, de tal forma que en la actualidad cuando la presa está cerrada (normalmente desde mediados de mayo hasta mediados de septiembre) le hace tener desde la presa hasta la cola del remanso una distancia superior a los 300 m, alcanzándose profundidades cercanas a los seis metros.
En sus márgenes existen cortados sobre la roca que son el deleite de quienes gustan de practicar bonitos y espectaculares saltos, así como la propia roca configura una amplia y bonita playa para aquellos que prefieren tomar el sol. Junto a todo ello hemos de señalar que esta piscina dispone de un chiringuito que ofrece a los visitantes los servicios de bar, terraza, restaurante, zona de baile y aseos. Para aquellos que gustan de disfrutar de un día de campo, en las cercanías de la piscina también existen una zona de merendero provista de mesas, asientos, barbacoas, muy buena sombra, y una fuente de una exquisita agua, la fuente Jurdana.

## Patrimonio cultural inmaterial

### Festividades
Fiesta del Santísimo Cristo de la Agonía.
Esta es la principal fiesta religiosa de la alquería. Su festividad es el 14 de agosto. El inicio de la festividad se sucede el día 13 de agosto con la celebración de una verbena nocturna. Así mismo el día 14 además de esa verbena también se lleva a cabo una misa y una procesión en honor al Cristo.

### Tradiciones
El Serano
El Serano no es una fiesta en sí, sino más bien una costumbre para pasar un buen rato, después de trabajar todo el día en el campo. Estas celebraciones se llevaban a cabo con él fin de que todos los vecinos se reunieran y así pasar un buen rato; para ello se contaban historias, cuentos, adivinanzas e incluso se hacían bailes, en algunas ocasiones las mozas pedían al tamborilero de la localidad que tocará a cambio de un cuartillo de vino por lo que éste tocaba diferentes ritmos de canciones populares. Se celebra durante las épocas estivales del año, por las noches. Esta costumbre se lleva a cabo en las plazuelas o calles de la localidad de Ladrillar. Los instrumentos utilizados son el tamboril y la gaita hurdana.
La boda tradicional de Las Mestas
El día de la boda, el novio se dirigía a casa de la novia, acompañado por los invitados a esta celebración y un tamborilero. Después de recoger a la novia se dirigían todos a la iglesia de la localidad, donde tenía lugar el enlace. Después de misa los novios convidaban a sus invitados, y luego se llevaba a cabo la comida de la boda. A continuación daba comienzo el baile que duraba hasta la cena, para posteriormente continuar con él.
Al día siguiente a la boda, los novios ya convertidos en matrimonio iban por las casas del pueblo repartiendo roscas, vino, floretas, etc. Y los vecinos de la localidad le daban la espiga; que podía consistir tanto en dinero como en otros enseres como jabón, patatas, aceite, etc.
Características festivas de estas celebraciones:
- Indumentaria y adornos:

Traje de la novia: consistía en una saya, enaguas blancas, mandil, blusa abotonada y una mantillina por la cabeza, todas estas prendas eran de color negro.
Traje del novio: consistía en un pantalón de pana, camisa de sarga, chaqueta de paño y zapatos o zapatillas.
Madrina de la boda: era peculiar, ya que llevaba un velo negro en lugar de una mantilla.
- Qué se festeja y finalidad de estas celebraciones: El enlace matrimonial de hasta entonces los novios.
- Ceremonias más importantes: Durante el baile se tenía por costumbre que aquella persona que bailara con el novio o con la novia debía darles espiga.
- Instrumentos musicales: tamboril y gaita hurdana.
- Canciones y danzas utilizadas: Se solían cantar algunas estrofas de la Canción de La Alborá, de la noche anterior a la boda.

La Alborá
Esta festividad se realiza con motivo de la despedida de los novio, la noche antes de celebrarse el matrimonio en la que los vecinos de la localidad pueden despedir al futuro matrimonio, dando así comienzo a las festividades del matrimonio. Se celebra por las calles del pueblo, para acabar en las puertas del salón social, que el Ayuntamiento de Ladrillar presta para estas celebraciones. Consiste en que cuando todos los vecinos llegan a la puerta del salón social, después de haber cantado la Canción de La Alborá por las calles de la localidad, se lleva a cabo la petición que consiste en que los mozos y mozas del pueblo aporrean la puerta cantando unas estrofillas, con la finalidad de que los novios los dejen entrar a la cena que tienen preparada para todos los vecinos. Se utilizan instrumentos típicos de la comarca como tamboriles y gaitas hurdanas.
La dinámica consiste en hacer dos grupos, uno de mozas y otro de mozos, cada grupo se va alternando para cantar diferentes estrofas de la Canción de La Alborá. Estos dos grupos son acompañados por todos los vecinos de la localidad. Las estrofas cantadas son:

Esta calle está enrollada, de naranjas y limones que la enrollaron los novios la noche de los pregones.

Durante ese día es típico que los novios invitasen a cenar arroz con bacalao y guisado de cabra. Esta fiesta se alargaba hasta la madrugada, por lo que, también, se invitaba a desayunar aguardiente, floretas y perrunillas.
Cuentos, mitos y leyendas
Corren historias y leyendas sobre las andanzas de los lobos. Todavía quedan en la memoria aquellos tramperos y loberos que se tiraban las semanas enteras en el monte, aguardando al lobo. Destacó, a caballo entre finales del siglo XIX y principios del XX, el alimañero hurdano Juan Bravo, de esta Alquería. Se decía de él que reconocía perfectamente el lenguaje de los lobos. Robaba los lobatos de los cubiles y acuchillaba a sus madres. Luego, con la piel de los lobos adultos, y los lobeznos encerrados en jaulas, recorría numerosos pueblos, solicitando la recompensa de las gentes por haberlas librado del "bicho malo". Lo cierto de esta leyenda es que parece ser que Juan Bravo eliminó a lo largo de su vida a más de 218 lobos.